# آیه تبلیغ
آیه تبلیغ، آیه شصت و هفتم از سوره مائده است که در ششمین جزء و دوازدهمین حزب قرآن قرار دارد. این آیه مشتمل بر ۲۵ کلمه و ۱۱۸ حرف است. متن آیه، دستوری خطاب به پیامبر اسلام است و از او خواسته شده تا پیام مهمی را ابلاغ کند و در صورت ترک این ابلاغ، رسالت او به انجام نرسیده و کارهایش در دوران رسالت از بین رفته‌است. در این آیه از نگرانی محمد در خصوص ابلاغ این پیام سخن گفته شده‌ است و خدا تضمین کرده‌است که او را از مردم، در امان خواهد داشت.
در خصوص شأن نزول آیه و همینطور مکی یا مدنی بودنش در میان مفسران قرآن اختلاف نظر وجود دارد. برخی نزول این آیه را مربوط به وقایع سال‌های ابتدایی بعثت و در مکه و برخی مربوط به وقایع ایام حج پیامبر اسلام و در سرزمین منا می‌دانند. اکثر منابع تفسیری به روایت‌هایی اشاره دارند که شأن نزول آیه را مربوط به آخرین حج محمد و رویداد غدیر خم گزارش کرده‌است. در میان منابع شیعه، اجماع وجود دارد که شأن نزول آیه، جانشینی محمد و محل نزول نیز غدیر خم بوده‌است. در چند منبع سنی همچون شواهد التنزیل نیز به این مطلب اشاره شده‌است. با استناد به اینکه آیه تبلیغ در آخرین حج محمد نازل شده‌است، در کنار نام حجة الوداع، به این سفر حجة البلاغ نیز گفته شده‌است.
در میان منابع تفسیری در علت نگرانی محمد، نظرات مختلفی ارائه شده‌است؛ آن دسته از منابع که شأن نزول آیه را جانشینی علی بن ابی‌طالب برای محمد می‌دانند، علت نگرانی محمد را تکذیب محمد، طعنه به او به جهت جانبداری از علی در جانشینی‌اش یا ترور او یا علی عنوان کرده‌اند. در منابع دیگر، واهمه محمد به جهت ترغیب منافقان به جهاد عنوان شده‌است. در اکثر تفسیرهای شیعه و سنی، واهمه محمد در این خصوص از جانب منافقان بوده‌است. بر اساس تفسیرهای صورت گرفته بر روی کلمات آیه، عبارت «من ربّک» در آیه، تأکید بر اهمیت و منشأ دستور است. اما به عقیده اندلسی از مفسران سنی مذهب، عبارت «والله یعصمک من الناس» اشاره به تأکید بر ابلاغ و اهمیت پیام دارد. در برخی نکات تفسیری آیه، نقاط مشترکی میان دو فرقه شیعه و سنی وجود دارد اما در مواردی همچون الفاظ، تفسیرهای شیعه و سنی در تقابل با یکدیگر هستند. از عبارات دیگری که در این تفسیر مورد توجه مفسران قرار گرفته‌است، عبارت «ان الله لا یهدی القوم الکافرین» است. در همین خصوص در تفسیرها آمده‌است که منظور از «الناس» در عبارت «والله یعصمک من الناس»، کفار است و در عبارت بعدی خدا پیامبرش را از مکر و حیله کفار حفظ می‌کند و منظور از عدم هدایت کافران، غیر ممکن بودن رسیدن کافران به خواسته‌هایشان می‌باشد.

## نامگذاری و معنا
نام شصت و هفتمین آیه از سوره مائده را آیه تبلیغ گزارش کرده‌اند. علت نامگذاری آیه به این نام، وجود عبارت «بَلِّغْ» در آن عنوان شده‌است. «تبلیغ»، «بَلاغ» و «اِبلاغ» از ماده «بَلَغَ» و به معنای رسیدن به انتهای مقصد، اعم از آنکه مکان، زمان یا امر خاص و معین باشد است. راغب اصفهانی، لغت‌شناس سنی‌مذهب در المفردات، معنای «تبلیغ» را نزدیک شدن به مقصد هر چند به آخر آن هم نرسد گزارش کرده‌است. به عقیده او هر دو واژه «تبلیغ» و «اِبلاغ» به معنای رساندن است و در معانی آن کفایت نیز گفته‌اند.

## محتوا و ساختار

### متن و ترجمه
آیه تبلیغ در جزء ششم و حزب دوازدهم قرآن قرار دارد و دارای ۲۵ کلمه و ۱۱۸ حرف است. بنابر گزارش مکارم شیرازی، مفسر شیعه مذهب، متن و ترجمه شصت و هفتمین آیه از سوره مائده — آیه تبلیغ — به شرح ذیل است:
﴿یٰا اَیُّهَا الرَّسولُ بَلِّغْ ما اُنْزِلَ اِلَیْکَ مِنْ رَبِّکَ وَ اِنْ لَمْ تَفْعَلْ فَما بَلَّغْتَ رِسالَتَهُ وَ اللهُ یَعْصِمُکَ مِنَ النّاسِ اِنَّ اللهَ لا یَهْدِی الْقَوْمَ الْکافِرینَ﴾

ای پیامبر! آنچه از طرف پروردگارت بر تو نازل شده‌است؛ به‌طور کامل [به مردم] ابلاغ کن و اگر چنین نکنی رسالت او را انجام نداده‌ای. خداوند تو را از [خطرات احتمالی] مردم حفظ می‌کند و خداوند گروه کافران [لجوج] را هدایت نمی‌کند.

### محتوا و موقعیت
بنابر گزارش قرائتی، مفسر شیعه، موقعیت این آیه در میان دو آیه‌ای است که موضوعش برپا داشتن کتاب‌های آسمانی است. به گزارش مکارم شیرازی، خدا در این آیه، فرمان ابلاغ و رساندن پیامی مهم را به محمد می‌دهد که نرساندن آن، به منزله نفی بعثت و از بین رفتن همه کارهای پیامبر اسلام در دوره رسالتش است. بخش انتهایی آیه نیز تهدید و مجازاتی از سوی خدا به آنهایی است که این رسالت مخصوص را انکار کنند و در برابر آن از روی لجاجت کفر بورزند.

## قرائت
بنابر نقل طبرسی مفسر شیعی، قرائت کلمه «رسالته» در این آیه را به صیغه جمع و همچنین به صیغه مفرد آورده‌اند. ابن عامر و ابوبکر (شعبة) بن عیّاش کوفی— به نقل از عاصم — آن را «رسالاته» به صورت صیغه جمع خوانده‌اند و در قرائت سایر قاریان، «رسالته» به صورت مفرد قرائت شده‌است. دلیل قرائت اول تعدد رسالت‌های پیامبر، اعم از مباحث اعتقادی چون توحید و معاد و احکام دین، و تفاوت این رسالت‌ها با یکدیگر عنوان شده‌است. در مقابل، گروه دوم معتقدند که واژه رسالت به صورت مفرد نیز معنای جمع و کثرت را می‌رساند. سیوطی، مفسر سنی مذهب در در المنثور، روایتی را از ابن مسعود گزارش می‌کند که بر اساس آن، در صدر اسلام، قاریان قرآن جمله «انّ علیّا مولی المؤمنین» را پس از عبارت «ما انزِل الیک من ربّک» قرائت می‌کردند. بنابر این روایت، معنای آیه چنین می‌شود: «ای پیامبر آنچه به تو نازل شده‌است را ابلاغ کن که علی مولای مؤمنان است…». این روایت در منابع دیگری از اهل سنت و با کمی اختلاف و به نقل از ابن مردویه منعکس شده‌است که می‌توان به تفسیر المظهری، فتح البیان فی مقاصد القرآن، فتح القدیر و تفسیر روح المعانی اشاره کرد. آلوسی، از مفسران سنی مذهب، در روح المعانی این عبارت را «ان علیّا ولّی المومنین» آورده‌است. گزارش این قرائت از ابن مسعود در میان منابع و کتاب‌های شیعی از جمله الغدیر، معرفة الامام، دانشنامه امیرالمؤمنین و جواهر الکلام نیز آمده‌است.

## شأن و محل نزول
در میان منابع تفسیری، شأن نزول و محل نزول‌های مختلفی برای این آیه گزارش شده‌است. در این خصوص، در منابع شیعه و سنی نقاط مشترکی نسبت به شأن نزول آیه تبلیغ وجود دارد. هر دو گروه سوره مائده را از سوره‌های مدنی و آخرین سوره‌های نازل شده می‌دانند. بر طبق دیدگاه هر دو گروه، این آیه از آیات مدنی و جزو آخرین آیاتی است که بر پیامبر نازل شده‌است و در این زمینه ادعای اجماع وجود دارد. در این میان، واحدی نیشابوری از مفسران اهل سنت، در اسباب النزول شأن نزول این آیه را مربوط به دوران ابتدایی بعثت و در مکه می‌داند. بر اساس این روایت، عکرمه از ابن‌عباس نقل کرده‌است که پیوسته از پیامبر اسلام محافظت می‌شد و ابوطالب هر روز مردانی از بنی‌هاشم را برای این امر با محمد همراه می‌کرد تا آیه ۶۷ مائده نازل شد. پس از آن، محمد در پاسخ به ابوطالب که درخواست همراهی افرادی برای محمد را مطرح کرد، خطاب به او گفت: «ای عمو! خداوند مرا از جن و انس مصون داشته‌است.» حسین نصر از پژوهشگران شیعی، در بیان نزول آیه به نظر بعضی از مفسران اهل‌سنت اشاره می‌کند که این اطمینان محمد را مرتبط با ماجرایی عنوان کرده‌اند که در آن بادیه‌نشینی قصد قتل محمد را داشته‌است. در این ماجرا، محمد درحالی‌که تنها و بدون سلاح بود؛ با آن بادیه‌نشین روبرو می‌شود که او با شمشیرش محمد را تهدید می‌کند و می‌گوید: «چه کسی تو را از من حفظ می‌کند؟» محمد در پاسخش می‌گوید: «خداوند.» در این هنگام، دستان بادیه‌نشین می‌لرزد و شمشیر از دستش می‌افتد. سیوطی مفسر شافعی مذهب، شأن نزول آیه را دربارهٔ حراست پیامبر اسلام توسط عباس — عموی وی — می‌داند و در این مورد روایتی را از ابن‌عباس نقل می‌کند که از محمد پرسیدند: «کدام آیه بر تو گران آمد؟ محمد گفت: «در ایام حج در منا بودم و مشرکان عرب و سایر مردم آنجا بودند. جبرئیل بر من نازل شد و گفت: «یا أیُّهَا الرَّسُولُ بَلِّغْ ما أنْزِلَ إلَیْکَ مِنْ رَبِّک…» من برخاستم و ندا دادم: «ای مردم، چه کسی مرا یاری می‌کند تا پیام پروردگارم را برسانم و برای او بهشت باشد؟ ای مردم، بگویید لا اله الا الله و من رسول خدایم تا رستگار شده، نجات یابید و به بهشت روید. پس هیچ‌کس از مرد و زن و کودک نبود جز آنکه مرا با خاک و سنگ هدف قرار دادند و به صورتم آب دهان انداختند و گفتند دروغگوست… پس عموی من عباس آمد و مرا از دست آنان نجات داد و آنها را به عقب راند.» از میان مفسران سنی مذهب، اندلسی و سیوطی در تفاسیرشان، موضوع آیه تبلیغ را در ارتباط با نبوت پیامبر و مأموریت او در انجام رسالتش دانسته‌اند.
حسین نصر نیز مکان نزول این آیه را در محلی میان مکه و مدینه به نام کراع الغمیم گزارش کرده‌است که محمد پس از نزول آیه تبلیغ، در غدیر خم، با قرائت این آیه در میان مسلمانان به وظیفه خود — رساندن پیام — عمل می‌کند. بنا به گزارش او، بعضی از مفسران سنی مذهب بر این باورند که محمد این آیه را چند روز پیش از واقعه غدیر خم در خطبه وداع خوانده‌است. در این خطبه نیز محمد با اشاره به پایان عمر خود، نسبت به وضعیت امت پس از خودش سفارش‌هایی داشته‌است. به گزارش فرهنگ‌نامه علوم قرآن، موضوع این آیه بنابر بیشتر منابع سنی و شیعه، دربارهٔ تعیین جانشینی پیامبر اسلام عنوان شده‌است. در این خصوص مشهدی از عالمان شیعی، در کتاب تفسیر کنز الدقائق از پیامبر اسلام روایتی را نقل می‌کند که در این نقل، محمد پس از خواندن آیه تبلیغ، خطاب به علی می‌گوید: «و اگر نمی‌رساندم آنچه از ولایتت را که به آن امر شده‌ام؛ کار [رسالتم] باطل می‌شد.». شبیه به این روایت با کمی اختلاف در دو کتاب امالی شیخ صدوق و تفسیر البرهان به نقل از محمد باقر — امام پنجم شیعیان — گزارش شده‌است. بسیاری از مفسران برجسته قرآن مانند جلال الدین سیوطی، فخرالدین رازی و محمد بن یعقوب کلینی نزول این آیه را در ارتباط مستقیم با رویداد غدیر خم دانسته‌اند. ابن عساکر از ابوسعید خدری روایت کرده‌است که آیه تبلیغ در روز غدیر دربارهٔ علی بن ابی‌طالب نازل شد. بنابه گفته رمزی اوحدی و حسینی از پژوهشگران شیعی، طبری مورخ و مفسر سنی مذهب، در کتاب الولایة فی طرق حدیث الغدیر، روایتی را از «زید بن ارقم» گزارش می‌کند که محمد به هنگام بازگشت از حجة الوداع و در منطقه غدیر خم، پس از خواندن این آیه خطاب به مردم گفت: «من از طرف خدا مأمور هستم تا جانشینی علی را اعلان کنم و برای او پس از خودم از مسلمانان بیعت بگیرم». بنابر گزارش مکارم شیرازی مفسر معاصر شیعی، روایت‌های مشابهی مبنی بر نزول آیه در ماجرای رویداد غدیر خم از صحابه مختلفی چون «زید بن ارقم»، «ابوسعید خدری»، «ابن‌عباس»، «جابر بن عبد اللّه انصاری»، «ابو هریره»، «براء بن عازب»، «حذیفه»، «عامر بن لیلی بن ضمره» و «ابن مسعود» نقل شده‌اند.
محققان و علمای شیعه دربارهٔ شأن نزول این آیه با تکیه بر روایت‌های متواتری که در منابع و کتاب‌های شیعه و سنی موجود است، مفهوم آیه و مصداق عبارت آنچه نازل شده‌است را مربوط به ولایت علی بن ابی‌طالب پس از پیامبر اسلام می‌دانند. بر این اساس همه اندیشمندان امامیه، زمان نزول این آیه را در جریان رویداد غدیر و پس از تمام شدن حجةالوداع در سال دهم هجری گفته‌اند. اندیشمندان و مفسران اهل سنت همچون واحدی نیشابوری، حاکم حسکانی، قاضی شوکانی، جلال الدین سیوطی، ابن صباغ، فخر رازی، آلوسی و محمد بن عبده به شأن نزول آیه در روز غدیر اشاره کرده‌اند. در گزارش حاکم حسکانی، از اندیشمندان سنی مذهب، در خصوص شأن نزول آیه چنین آمده‌است: «هنگامی‌که آیه «یا ایّها الرسول بلّغ ما انزل الیک من ربّک» در مورد علی بن ابی‌طالب بر محمد نازل و به او فرمان داده‌شد که آن را به مردم ابلاغ کند؛ محمد در روز غدیر پس از خواندن این آیه، دست علی را گرفت و بالا برد؛ به گونه‌ای که سفیدی زیر بغل هر دو نمایان شد. سپس گفت: «آگاه باشید؛ هر کس من مولای اویم، پس علی مولای اوست. خداوندا! دوستان او را دوست بدار و دشمنانش را دشمن بدار و در پایان گفت: خدایا شاهد باش.» حاکم حسکانی در روایت دیگری روز غدیر را هجدهم ذی‌الحجه عنوان کرده که در این روایت از نزول آیه سوم مائده — آیه اکمال — در انتهای سخنان پیامبر اسلام حکایت شده‌است. به گفته ولیری نزول این آیه علاوه بر هجدهم ذی‌الحجه، در اکثر منابع اهل سنت چند روز قبل از رویداد غدیر و در عرفات بوده‌است. ابن صباغ مالکی، دیگر نویسنده سنی مذهب، به نقل از ابوسعید خدری زمان نزول آیه تبلیغ را در روز غدیر دانسته و بر اساس گزارش‌های منابع متقدم اهل سنت ماجرای آن روز بدین‌گونه آورده‌شده‌است که در سال دهم هجری و پس از اتمام حج محمد و هنگام بازگشت کاروان مسلمانان به مدینه — در منطقه غدیر خم که در میان مکه و مدینه قرار دارد — پیامبر پس از جمع شدن مردم، خطاب به آنها گفت: «ای مردم! چه کسی نسبت به مؤمنان از خودشان سزاوارتر است؟ مردم گفتند: خدا و رسولش آگاه‌ترند. پیامبر سه مرتبه گفت: اهل بیت من به مردم سزاوارترند. سپس در مرتبه چهارم دست علی را گرفت و سه مرتبه گفت: خدایا هر کس من مولای اویم؛ علی مولای اوست.» احمد بن حنبل نیز در کتابش در انتهای این روایت می‌آورد که مسلمانان و یاران محمد، پس از پایان خطبه جانشینی علی را به او تبریک می‌گویند. شبیه به این روایت با مضامین مختلف، در بسیاری از تفسیرهای شیعی از جمله مجمع البیان، کنز الدقائق، تفسیر المیزان، تفسیر نمونه و احسن الحدیث آمده‌است.
به خاطر نازل شدن آیه تبلیغ بر پیامبر در آخرین حج او، به این حج، حجة البلاغ — در مقابل حجة الوداع — نیز گفته شده‌است.

## تفسیر

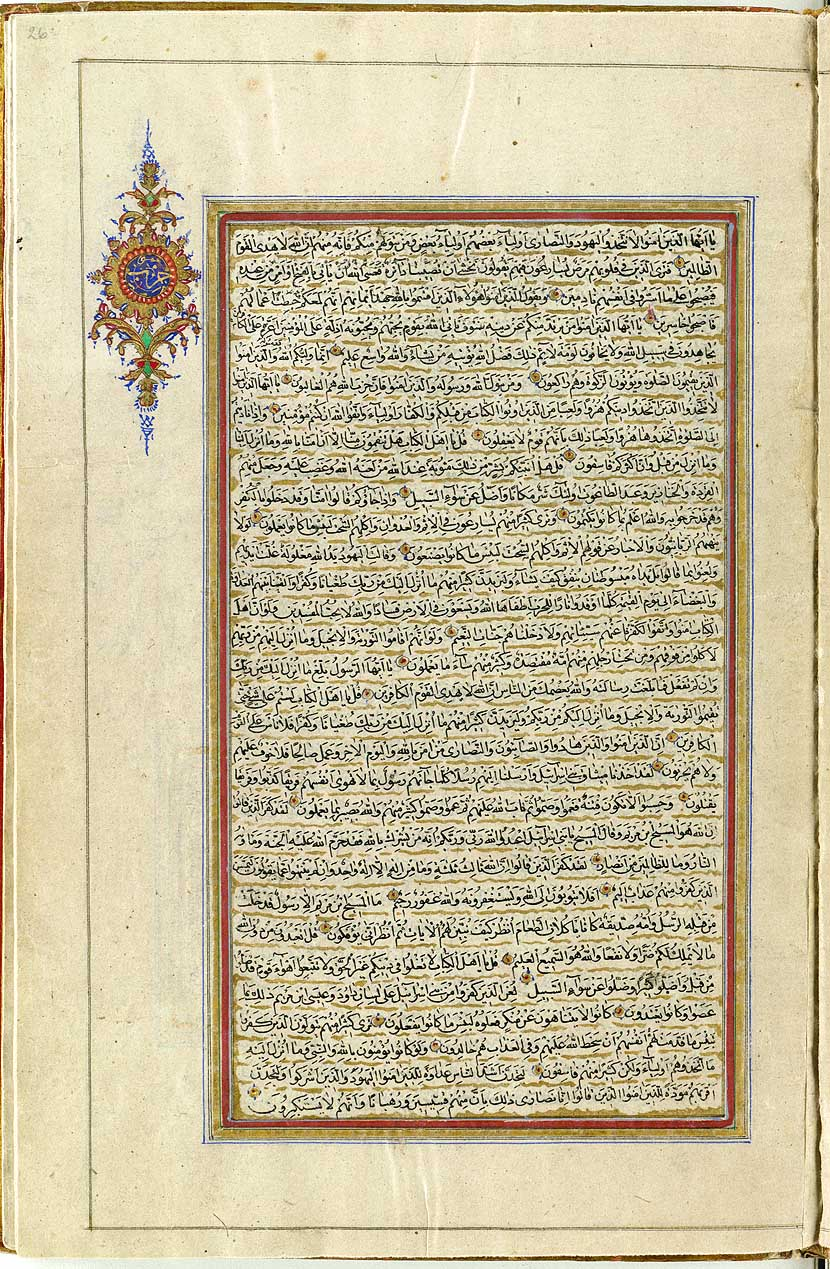
آیه تبلیغ در قرآنی خطی مربوط به قرن هجدهم میلادی

### مباحث لفظی آیه
ابوجعفر نحاس مصری، مفسر سنی مذهب، با اشاره این آیه در کتاب اعراب القرآن، عبارت «و الله یعصمک من الناس» را دلالت بر پیامبری محمد عنوان کرده‌است.
آرام از پژوهشگران شیعه، معتقد است که هدف آیه رسالت و پیام‌رسانی است؛ از همین رو خداوند در این آیه پیامبر اسلام را با عبارت «یا ایّها الرسول» خطاب می‌کند که نشانه بار تبلیغی است و این نوع خطاب با هدف آیه همخوانی دارد. به اعتقاد طباطبایی مفسر شیعی مذهب، اینکه خداوند از میان لقب‌های پیامبر اسلام، او را با واژه رسول خطاب می‌کند، از این جهت است که در این آیه سخن از تبلیغ است و مناسب‌ترین عنوان در اینجا عنوان رسالت است و دیگر اینکه آمدن این لقب اشاره به چرایی حکم یعنی وجوب تبلیغ دارد و نشان می‌دهد که رسول جز انجام رسالت و رساندن پیام کاری ندارد. واژه «بَلِّغْ» نیز امر به تبلیغ را می‌رساند. این جمله به طوری که راغب اصفهانی لغت‌شناس اهل سنت، در المفردات آورده‌است از جمله «اَبْلِغْ» تأکید بیشتری دارد. مکارم شیرازی معتقد است که سیاق آن بیانگر این مطلب است که پیامبر از جانب خداوند مأموریت یافته بود که موضوع مهمی را به مردم ابلاغ کند. به اعتقاد حسن عباس پژوهشگر معاصر، الفاظ و لحن آیه  نشانگر اهمیت و حساسیت پیام خداوند است.

### اهمیت و موضوع ابلاغ
آرام گزارش می‌کند که عبارت «من ربّک» انتصاب این دستور به خداوند را بیان می‌کند و جمله «ان لم تفعل فما بلّغت رسالته» نشانگر اهمیت ابلاغ موضوع است. طباطبایی از اینکه در آیه از آن مطلبی که باید تبلیغ شود نامی نیامده‌است، نتیجه می‌گیرد که این مطلب امری است که پیامبر در آن هیچ‌گونه اختیاری ندارد و جز خود او کس دیگری نمی‌تواند به جای او این پیام را ابلاغ کند. از نظر او عبارت «و ان لم تفعل فما بلّغت رسالته» اگرچه صورت تهدید دارد اما درصدد بیان اهمیت موضوع است و می‌خواهد بفهماند مطلب آنقدر مهم است که اگر در حق آن کوتاهی شود، معادل ادا نشدن حق اجزای دین و نقص در رسالت پیامبر است. همچنین این جمله، جمله شرطیه‌ای است که برای بیان اهمیت موضوع و تأثیر بود و نبود شرط است. طبرسی با اشاره به اهمیت این امر، جهت اهمیت را چنین شرح می‌کند که خودداری از تبلیغ امری که به پیامبر اسلام نازل شده‌است، برابر با نرساندن سایر ماموریت‌های دوران پیامبری او خواهد بود و از این جهت، در استحقاق کفر و مجازات با هم تفاوتی ندارند. در این‌باره زمخشری از دانشمندان اهل سنت، از قول محمد روایتی را گزارش می‌کند که در این روایت خداوند محمد را تهدید کرده و به او گفته‌است: اگر این وحی جدید را به مردم نرساند، قطعا او را عذاب خواهد نمود. لذا یکی از موضوع‌های تفسیری مورد توجه مفسران قرآن در این آیه، عبارت «ما أنزِل إلَیک من ربّک» است که در این زمینه تفسیرهای شیعه و سنی در تقابل یکدیگر هستند. مصداق این عبارت از آن جهت اهمیت بسیاری دارد که در آن، ابلاغ آن امر هم‌سنگ با ابلاغ تمام رسالت پیامبر اسلام شمرده شده‌است. به طور کلی، دربارهٔ مصداق عبارت «ما انزِل الیک» احتمالات زیر در نظر گرفته شده‌است:
- بیشتر مفسران سنی از جمله آلوسی و فخر رازی اعتقاد دارند منظور از این عبارت، ابلاغِ تمام آنچه تا پیش از نزول آیه بر محمد نازل شده‌است یا تمام احکام الهی است.[۸۴][۸۵]
- فخر رازی گزارش می‌کند که نزول آیه در پی اتفاقاتی است که منافقان نسبت به جهاد کراهت داشتند و پیامبر نیز از ترغیب منافقان به جهاد خودداری می‌کرده‌است.[۸۶]
- ماجرای مربوط به یهودیان که بر اساس آن، یهودیان می‌خواستند از حکم رجم زنای محصنه که در تورات آمده بود، سر باز زنند و حکم به تازیانه را جایگزین آن کنند و با این قصد گروهی را نزد محمد فرستادند تا از او سؤال کنند که این آیه نازل شد. مشابه این ماجرا را در مورد قصاص نیز نقل کرده‌اند.[۸۷][۸۸]
- ماجرای مربوط به وصایت و جانشینی علی بن ابی‌طالب که توسط بیشتر مفسران اهل سنت، تنها به نقل قول بسنده شده‌است.[۸۹][۹۰][۹۱][۹۲][۹۳][۹۴]

فخر رازی، بر این باور است که منظور از عبارت «ما انزِل الیک»، تمام آنچیزی است که بر محمد نازل شده‌است. او برای اثبات مدعای خود، به روایت‌های متعددی از منابع اهل سنت اشاره می‌کند؛ او در این خصوص و در ذیل عبارت «و الله یعصمک من الناس» به روایتی اشاره می‌کند که بر طبق آن، محمد در روزگار حضورش در مکه، بعضی از آیه‌های قرآن را بیان می‌کرد و بعضی دیگر را برای حفظ جان خود پنهان می‌نمود تا مشرکان به وی و اصحابش آزاری نرسانند. این امر ادامه داشت تا این که اسلام به قدرت و شوکتی دست یافت و پیامبر در حمایت مؤمنان قرار گرفت. در این هنگام، خداوند خطاب به پیامبر گفت: «ای پیامبر! آنچه از جانب پروردگارت بر تو نازل شده ابلاغ کن.» رزاقی از پژوهشگران شیعی نیز معتقد است روایتی که فخر رازی آورده‌؛ با لفظ «رُوِیَ» و بدون سند ذکر شده و بنابراین اعتبار روایت با تردید همراه است. به اعتقاد او، این مطلب با ویژگی‌های پیامبران که از کسی جز خدا هراسی ندارند، مغایرت دارد. فخر رازی و آلوسی وحدت سیاق را محکم‌ترین دلیل برای مخالفت با دیدگاه شیعه در مورد آیه تبلیغ دانسته‌اند.

### امامت و جانشینی
قرائتی از مفسران شیعه؛ معتقد است که موقعیت این آیه در میان آیه‌های قبل و بعدش نشان‌دهنده پیوند محکم و رابطه دو طرفه میان رهبر معصوم و اقامه کتاب آسمانی است. بنابه نظر او، کتاب آسمانی قرآن معرفی کننده امام به جامعه مسلمانان است و امام نیز قرآن و احکام آن را برپا می‌دارد. بنابر عقیده قرائتی و با توجه به شأن نزول آیه در رویداد غدیر خم، از آنجایی که مسئله ولایت و سرپرستی امت از اهمیت بالایی برخوردار بوده‌است، پیامبر اسلام تنها به سخن گفتن اکتفا ننموده و ابلاغ پیام الهی را با عمل و با بیعت گرفتن از مردم همراه کرده‌است. به عقیده همو، هماهنگی نوع خطاب با هدف آیه و منتخب الهی بودن رهبر جامعه اسلامی از نکات مهم آیه تبلیغ است. طباطبایی معتقد است که روایت‌های معارض با امامت و جانشینی علی بن ابی‌طالب، از جهت سند ضعیف هستند و از جهت سند و دلالت با روایت‌های دال بر رویداد غدیر خم قابل مقایسه و مقابله نیستند.

### واهمه محمد
به عقیده آرام، جمله «و الله یعصمک من الناس» این نکته را می‌رساند که پیامبر اسلام در ابلاغ این دستور از مطلبی در واهمه بوده‌است. اما این خوف به سند تاریخ نمی‌تواند ترس از افتراء و تهمت و توطئه برای قتل باشد؛ زیرا محمد بارها در گذشته چنین مواردی را تجربه کرده بود و در هیچ‌یک از آنها گزارشی مبنی بر سستی در ارکان دین یا واهمه پیامبر در دست نیست. پس این خطر نمی‌تواند از جانب کفار و مشرکان بوده باشد. بلکه این خطر از جانب منافقانی بود که در میان مسلمانان قرار داشتند و با طرح تهمت‌هایی نسبت به ابلاغ پیامبر در ذهن‌ها اغتشاش ایجاد می‌کردند. بسیاری از نزدیکانِ این گروه منافقان در جنگ‌های گذشته به دست علی بن ابی‌طالب کشته شده بودند و اعلام امارت و امامت چنین فردی ممکن بود که همراه عاقبت‌های بدی باشد ولی در نهایت به اراده و وعده خدا آرامش در دل پیامبر قرار گرفت. به گزارش طباطبایی، با توجه به زمان نزول آیه و شرایط سیاسی اهل کتاب در آن زمان، امر مورد نظر مربوط به اهل کتاب نیست. بلکه او معتقد است با توجه به ویژگی‌های پیامبر اسلام، بیم او هرگز نمی‌تواند مربوط به مسئله شخصی باشد، بلکه مربوط به دین خداست. اما ابوحیان اندلسی از اندیشمندان سنی مذهب، معتقد است خداوند با وعده «و الله یعصمک من الناس» از پیامبر اسلام خواسته‌است که نسبت به ابلاغ این خبر بی‌اهمیت نباشد. همچنین با نزول این آیه به او اطمینان می‌دهد که تو را از شر مخالفانت حفظ می‌کنم. پس آنها نه از طریق توطئه و ترور می‌توانند تو را بکشند و نه توانایی زندانی یا اسیر کردن تو را خواهند داشت. طبرسی مفسر شیعی مذهب، از امام پنجم شیعیان محمد باقر و فرزندش جعفر صادق نقل کرده‌است: هنگامی که خداوند به پیامبر اسلام وحی کرد که علی بن ابی‌طالب را به جانشینی خود، منصوب کند. او نگران بود که مبادا این امر بر جماعتی از صحابه سنگین و بزرگ آید. پس خداوند برای جرأت بخشیدن به پیامبرش در انجام این امر، این آیه را نازل کرد. بر اساس گزارش لالانی از پژوهشگران معاصر، علاوه بر آثار اولیه تاریخی اهل سنت، در منابع تفسیری آنها نیز شواهدی موجود است که پیامبر اسلام در ابتدا از انتقال این پیام خاص به نفع علی تردید و اکراه داشته‌است. همچنین او در ادامه به گزارش‌ها و روایت‌های تفسیر شیعی قمی اشاره می‌کند که پس از اعلام و تعیین جانشین پیامبر، توطئه‌گرانی از میان مسلمانان برای کشتن او کمین کردند ولی موفق نشدند که او را بکشند. حسن عباس نیز معتقد است که وعده حمایت الهی در آیه، نشان می‌دهد که شاید پیامبر واهمه داشت از اینکه برخی از افراد جامعه اسلامی در برابر پیام و وحی جدید  مقاومت کنند و آن را نپذیرند. به عقیده کسانی چون قرطبی، مفسر سنی مذهب، که آیه تبلیغ را مکی دانسته‌اند و آن را مربوط به سال‌های ابتدایی ظهور اسلام می‌دانند؛ بیم پیامبر از جانب مشرکان و کفار مکه بوده‌است.
بنابه گفته طباطبایی مفسر شیعی، بدیهی است پیامبر تا آن زمان همه اصول و فروع اسلام را به مسلمانان ابلاغ کرده بود و مسلمانان به آنها عمل می‌کردند. تنها مطلبی که به صورت رسمی و عمومی ابلاغ نشده بود، مسئله رهبری امت اسلامی پس از پیامبر بود. آنگونه که از متن آیه هم برداشت می‌شود محمد در رساندن این پیام به مردم نگرانی داشته‌است. بنابه نظر طباطبایی، علت نگرانی محمد، ترس از دست دادن جان نبوده‌است. بلکه نگرانی او بدین جهت بود که برخی از مردم — منافقان — پیش از ابلاغ، او را تکذیب کنند یا بکشند یا به هر شکلی از ابلاغ این پیام به مردم جلوگیری کنند. از دیگر علل نگرانی پیامبر برای معرفی علی بن‌ابی‌طالب به عنوان جانشینش که توسط مفسران و محققان شیعه عنوان شده‌است، می‌توان به موارد ذیل اشاره کرد: طباطبایی بر طبق روایتی از ابن‌عباس و جابر بن عبدالله انصاری علت ترس و نگرانی پیامبر را این‌گونه عنوان کرده‌است که پیامبر ترسید مردم او را به جانبداری از پسر عمویش علی بن ابی‌طالب متهم کنند و به او طعنه زنند که در بین مسلمانان علی را برای این مقام انتخاب کرده‌است. به گزارش معارف و جعفر مرتضی عاملی از محققان شیعی، علی بن ابی‌طالب در زمان مرگ پیامبر اسلام، ۳۳ سال داشت و در آن زمان یکی از ملاک‌های مهم در رسیدن به یک منصب به عنوان رهبر جامعه، بالا بودن سن بوده‌است؛ بنابراین پذیرفتن رهبری علی در آن جامعه آسان نبود. برای مثال در جنگ تبوک زمانی که پیامبر علی را جانشین خود در مدینه قرار داد یا طبق نقل طبری مورخ سنی، در آخرین روزهای زندگانی محمد، هنگامی که او اسامه بن زید را به عنوان فرمانده معرفی کرد، مردم از پذیرفتن این امور به دلیل سن کم علی و اسامه سر باز زدند. از نظر میلانی عالم شیعی، علت دیگر نگرانی محمد این بود که جانشینی علی به جای پیامبر اسلام مانع ریاست منافقان بر جامعه مسلمانان می‌شد؛ درحالی‌که آنان برای حکمرانی به مردم طمع داشتند.

### عدم هدایت کافران
آرام، از پژوهشگران شیعی گزارش می‌کند که، با توجه به معنای «کفر» در لغت و در زبان قرآن که به معنی انکار و مخالفت و ترک است، برداشت می‌شود که عبارت «ان الله لا یهدی القوم الکافرین» در انتهای آیه متضمن حکم مورد بحث — یعنی ابلاغ جانشینی بعد از رسول خدا — است. چنانچه در آیه ۹۷ آل عمران مخالفان حج را کافر خوانده‌است و منظور از کفر در آیه انکار اصل دین و عدم اقرار به شهادتین نیست. طبرسی مفسر شیعی، در این باره دو قول را مطرح می‌کند که مقصود از این جمله این است که خداوند از روی لطف و توفیق به سوی کفر هدایت نمی‌کند؛ بلکه آنها را به سمت ایمان هدایت می‌کند؛ زیرا خداوند آنها را از راه استدلال و تشویق و تهدید به سوی ایمان هدایت کرده‌است. یا مقصود این است که آنها را به بهشت هدایت نمی‌کند. همچنین به عقیده او، این آیه نشان‌دهنده صداقت و صحت پیامبری محمد است. چرا که آنچه در این آیه از آن خبر داده‌، واقع شده‌است و او هر آنچه که به راستی و درستی آن مطمئن بوده، با مردم در میان می‌گذاشته‌است.
مکارم شیرازی در تفسیر خود، به معنای وسیع کفر پرداخته و چنین آورده‌است که کفر در لغت و در قرآن به معنای انکار و مخالفت است. پس کفر هم می‌تواند شامل انکار خدا و پیامبری محمد باشد و هم به مخالفت با دستورهای دیگر خداوند اطلاق شود؛ لذا جمله «ان الله لایهدی القوم الکافرین» مخالفان مسئله امامت و ولایت را دربر خواهد گرفت. بنابر نظر طباطبایی، مقصود از کفر در جمله پایانی آیه مرتبط با حکمی است که خداوند در عبارت «ما انزِل الیک من ربّک» مطرح می‌کند. به اعتقاد او، منظور از هدایت در اینجا هدایت به راه راست نیست؛ بلکه خداوند مانع از رسیدن مخالفان محمد به اهداف پلید خود و صدمه به دین خدا می‌شود و اسباب موفقیت در این راه را در اختیارشان نمی‌گذارد. همان‌طور که در دو جای دیگر قرآن — آیه ۲۵۸ سوره بقره و آیه ۶ سوره منافقین — به عدم هدایت خدا به گناه و ظلم دربارهٔ فاسقان و ظالمان اشاره شده‌است.
فخر رازی مفسر شافعی مذهب، دو جمله پایانی آیه را مرتبط با هم دانسته‌است و منظور از «الناس» در عبارت «والله یعصمک من الناس» را کفار می‌داند. در این صورت مفهوم جمله اینست که خداوند تو — پیامبر— را از مکر و حیله کفار حفظ می‌کند. نظر او درباره عدم هدایت این گروه از مردم چنین است که خداوند به کافران امکان رسیدن به خواسته‌هایشان را نخواهد داد. آلوسی مانند فخر رازی «الناس» را کفار معرفی می‌کند و جمله «ان الله لایهدی القوم الکافرین» را علت عصمت و نگهداری پیامبر در جمله قبلی می‌داند. بنابراین از نظر او نیز خداوند کفار را به سوی آرزوهایشان هرگز هدایت نمی‌کند. منظور از هدایت در این آیه به عقیده میبدی از مفسران اهل سنت، هدایت به رشد و علم صحیح است که خداوند کافران را تا وقتی که در کفر به‌سر می‌برند؛ به این امور هدایت و راهنمایی نخواهد کرد. ابوحیان اندلسی در تفسیر البحر المحیط اقوال مختلفی را درباره عبارت آخر آیه آورده‌است. او از «لایهدی القوم الکافرین» چنین برداشت کرده که وظیفه پیامبر اسلام ابلاغ و رساندن است و هدایت به دست خداست. لذا خدا به پیامبرش می‌گوید: «نگران نباش ... آن کس را که کفر او مسلم است، هرگز هدایت و یاری نمی‌کنم.» ابوحیان از قول ابن عطیه این مسئله را یک قاعده عمومی می‌داند که هدایتی در راه کفر نیست و فرد کافر در مسیر کفرش راهنمایی نخواهد شد. دومین نظری که ابوحیان می‌آورد از زمخشری است که از نظر او، علاوه بر عدم یاری و هدایت از جانب خدا، پایان کار کفار به هلاکت و نابودی‌شان می‌انجامد. آخرین نظر نیز عدم هدایت گروه کافران به سمت بهشت عنوان شده‌است. معنای هدایت (به‌طور مطلق) بنابر تعریف راغب اصفهانی در المفردات، راهنمایی همراه با لطف و مهربانی گزارش شده‌است.

## تجزیه و ترکیب
| متن آیه | تجزیه و ترکیب |
| --- | --- |
| یٰا اَیُّهَا الرَّسولُ بَلِّغْ ما اُنْزِلَ اِلَیْکَ مِنْ رَبِّکَ وَ اِنْ لَمْ تَفْعَلْ فَما بَلَّغْتَ رِسالَتَهُ وَ اللهُ یَعْصِمُکَ مِنَ النّاسِ اِنَّ اللهَ لا یَهْدِی الْقَوْمَ الْکافِرینَ | یٰا حرف ندا؛ ایُّ منادای نکره مقصوده (در جایگاه نصب) ها‌های تنبیه؛ الرَّسولُ نعت؛ بَلِّغْ فعل امر و فاعل انت مستتر؛ ما مفعول به؛ اُنْزِلَ صله موصول؛ اِلَیْکَ جار و مجرور متعلق به اُنْزِلَ؛ مِنْ رَبِّ جار و مجرور؛ کَ مضاف الیه؛ وَ حرف استینافیه؛ اِنْ حرف شرط؛ لَمْ تَفْعَلْ فعل شرط؛ فَ حرف ربط؛ ما حرف نفی؛ بَلَّغْتَ جواب شرط؛ رِسالَتَ مفعول به و هُ مضاف الیه؛ وَ حرف استینافیه؛ اللهُ مبتدا؛ یَعْصِمُکَ جمله خبر برای اللّه (فعل و فاعل و مفعول)؛ مِنَ النّاسِ جار و مجرور؛ اِنَّ حرف مشبهة بالفعل؛ اللهَ اسم انّ؛ لا یَهْدِی خبر انّ؛ الْقَوْمَ مفعول به؛ الْکافِرینَ نعت |

## یادداشت
1. ↑  شماره این آیه در برخی خوانش‌های دیگر متفاوت است.
2. ↑  متن عربی: «ولو لم ابلغ ما أمرت به من ولایتک لحبط عملی.»
3. ↑  این کتاب در اختیار تعدادی از مورخان و محدثان مسلمان تا قرن نهم هجری بوده‌است؛ اما اکنون نسخه‌ای از آن موجود نیست.
4. ↑  احمد بن حنبل در مسند، ترمذی، نسایی، ابن ماجه و ابن ابی داوود در کتاب‌هایشان به نقل این واقعه پرداخته‌اند. همچنین ابن اثیر در اسدالغابه، ابن عبدالبر در استیعاب و ابن عبد ربه در عقد الفرید به سخنرانی پیامبر اسلام در غدیر خم اشاره کرده‌اند.
5. ↑  ترجمه: «و خداوند تو را از [خطرات احتمالی] مردم حفظ می‌کند.»